# Filmski turizem
Filmski turizem je veja kulturnega turizma. Temelji na tistih lokacijah in atrakcijah, ki so postale popularne, ker so se pojavile v filmih in televizijskih nadaljevankah.
Filmski turizem predstavlja vse vrste turizma z vsemi vrstami potovanja na tiste lokacije,  ki turistom omogočijo povezavo s svetom filma in nadaljevank. Filmski turizem nenehno raste ob trenutnem pojavljanju številnih nadaljevank in filmov.
Filmski turizem lahko razčlenimo na več ločenih podkategorij:
- Filmsko promocijski turizem
- potovalni filmski turizem
- filmski inducirani turizem; le-ta se deli še na parke in studie, uporabljene v filmih, lokacije, ki so neposredno uporabljene v filmih in uporabo pokrajine v filmu kot     prepoznavni znak.

Nekatere priljubljene lokacije, kjer je filmski turizem glavni razlog turistov za njihov obisk:
New York – serija Friends, London – Harry Potter, Nova Zelandija – Gospodar prstanov, kjer si po opravljeni raziskavi filmsko serijo ogleda vsaj 72% vseh potencialnih turistov ter tistih turistov, ki destinacijo obiščejo.
Viri:
https://www.tourismtattler.com/articles/niche-tourism/exploring-the-benefits-of-film-tourism/3060
https://www.researchgate.net/publication/237994342_Film_tourism
https://link.springer.com/chapter/10.1007/978-3-8349-6231-7_16
https://www.tandfonline.com/doi/full/10.1080/14790530903522572